# My Love (canção de Celine Dion)
"My Love" é uma canção gravada pela cantora franco-canadiana Celine Dion para o seu nono álbum de estúdio anglófono, intitulado Taking Chances (2007). Uma versão ao vivo da faixa, interpretada no concerto da Taking Chances World Tour em Estocolmo, Suécia, foi divulgada como o primeiro single do quarto álbum de grandes êxitos da artista, My Love: Essential Collection (2008). Essa apresentação acabou sendo lançada como o vídeo musical do single. Composta, produzida e arranjada apenas por Linda Perry, é um tema pop de balada recebido com opiniões mistas pela crítica especialista em música contemporânea, com a maior parte dos resenhistas elogiando a sua produção e conteúdo. A canção se sucedeu bem em tabelas musicais ao redor do mundo, tendo alcançado um pico dentro das 10 melhores posições no Canadá e Hungria.

## Antecedentes e lançamento
Primeiramente, "My Love" foi inclusa em Taking Chances (2007), nono trabalho de estúdio em inglês de Dion, lançado em Novembro de 2007. A sua composição, produção e arranjos ficaram a cargo de Linda Perry, que ainda trabalhou na faixa "New Dawn" desse álbum. Uma versão ao vivo foi gravada na paragem da Taking Chances World Tour na cidade de Estocolmo, Suécia, e inclusa no quarto álbum de grandes êxitos da artista, intitulado My Love: Essential Collection (2008). Esta interpretação ao vivo foi divulgada como o vídeo musical para a canção a 25 de Setembro de 2008. De modo a promover a divulgação do disco, a versão ao vivo de "My Love" foi lançada comercialmente como o primeiro single, tendo sido enviada às principais estações de rádio norte-americanas pelas editoras discográficas Columbia e Epic Records a 22 de Setembro de 2008 e disponibilizado para vendas digitais na iTunes Store no dia seguinte. O CD single foi lançado a 20 de Outubro no Reino Unido e a 31 de Outubro de 2008 na Alemanha.
O vídeo da sessão de gravação da versão de estúdio de "My Love", inclusa em Taking Chances, foi adicionado à lista de faixas de Ultimate Box (2008), uma edição lançada exclusivamente no Japão da compilação de grandes êxitos Complete Best (2008).

## Crítica profissional
Em geral, "My Love" foi recebida com opiniões mistas pela crítica especialista em música contemporânea. Escrevendo para o jornal The Boston Globe, Sarah Rodman descreveu a obra como uma "balada que arranha-céus", enquanto Chuck Taylor, para a revista musical Billboard, achou o tema "poderoso" e descreveu-o como um "triunfo de rádio". Dando continuidade a esse fio de pensamento na sua resenha para o Toronto Star, Ashante Infantry escreveu que a canção é uma "faixa de diva embaraçosa". Tammy La Gorce, para o Amazon.com, escreveu que "tal como a subtil 'My Love' definitivamente prova, quaisquer instintos do início da carreira [de Dion na qual] cantava exageradamente desvaneceram-se juntamente com a sua personalidade doce dos anos 90." Sal Cinquemani, para a Slant Magazine, achou que Perry "não ofereceu algo notório." Edna Gundersen, para o jornal USA Today, apreciou a canção, escrevendo que Dion "mostra controle e brilho admiráveis em 'My Love'."

## Apresentações ao vivo
Dion cantou a obra na 43ª cerimónia anual The Jerry Lewis MDA Labor Day Telethon, transmitida via satélite a partir do palco de um dos concertos da Taking Chances World Tour. A cerimónia decorreu a 31 de Agosto de 2008 e foi simultaneamente transmitida em canais de televisão dos EUA e Canadá. De modo a promover o lançamento do álbum, a artista interpretou a canção nos programas de televisão The Oprah Winfrey Show a 28 de Outubro e The Tonight Show with Jay Leno a 1 de Dezembro de 2008.

## Alinhamento de faixas
Ambos download digital e CD single contêm a edição da rádio e a versão ao vivo de "My Love".
- Download digital[4] / CD single[5]

1. "My Love" (edição da rádio) — 4:09
2. "My Love" (ao vivo) — 5:04

## Créditos e pessoal
Os créditos seguintes foram adaptados dos encartes dos álbum Taking Chances e My Love: Essential Collection:
Gravação
- Gravada no Studio at the Palms, Las Vegas, Nevada, EUA;
- Gravada em Estocolmo, Suécia*;
- Masterizada no Universal Mastering Studios, Nova Iorque, EUA.

Pessoal
- Instrumentos musicais (guitarra eléctrica, guitarra acústica, órgão, mellotron, piano) — Linda Perry
  - Baixo — Paul Ill
  - Bateria — Nathan Wetherington
- Composição — Linda Perry
- Engenharia acústica — Tim Roberts, Roger Sommers, John Hanes, Andrew Chavez, Linda Perry
  - Assistência — Kristofer Kaufman
- Produção e arranjos — Linda Perry
- Masterização — Vlado Meller
  - Assistência — Mark Santangelo
- Mistura — Serban Ghenea, Denis Savage*
- Gravação vocal — François-Eric Lalonde
  - Assistência — Mark Gray
- Vocais — Celine Dion

* Responsável apenas pela versão ao vivo

## Desempenho nas tabelas musicais
"My Love" alcançou o número 9 da tabela de singles da Hungria. No Reino Unido, o CD single foi divulgado sem nenhum tipo de promoção virtual, culminando na canção a alcançar o seu pico na 129ª colocação da tabela de singles. O single sucedeu-se muito melhor nas tabelas musicais de adult contemporary, atingindo o 8° posto no Canadá, onde ainda posicionou-se no posto 67 da tabela oficial de singles, e o 15° nos EUA.
| País — Tabela musical (2008)                          | Posição de pico |
| ----------------------------------------------------- | --------------- |
| Bélgica (Valónia) — Ultratop                          | 19              |
| Canadá — Hot 100 (Billboard)                          | 67              |
| Canadá — Adult Contemporary (Billboard)               | 8               |
| Hungria — Magyar Hanglemezkiadók Szövetsége           | 9               |
| Escócia — Singles Chart (Official Charts Company)     | 25              |
| Itália — Musica e dischi                              | 33              |
| Reino Unido — Singles Chart (Official Charts Company) | 129             |
| Estados Unidos — Adult Contemporary (Billboard)       | 15              |